# Varh
Varh je drama Andreja Smoleta iz leta 1840. 

## Osebe
- Serče
- Ropotec
- Juri Ropotec: njegov sinovec
- Malika: Serčetova varovanka
- Nežika
- Služabnik

## Zgodba
1. dejanje: Ropotec pride k sosedu in prijatelju Serčetu snubit Maliko za svojega nečaka. Ta je do takšne mere samozavesten in blebetav, da ga stric rajši pošlje proč, sam pa razodene Serčetu svoj namen: Malika in njegov nečak se menda ljubita in ... Serče je presenečen, Maliki ljubeznivo poočita, zakaj je pred njim, ki ji hoče vse najboljše, skrivala svoje nagnjenje. Malika, ki v resnici ljubi njega in ji je mladi fičfirič karseda zoprn, zbeži, preveč je sramežljiva, da bi lahko razodela svojo ljubezen; zaupa se hišni Nežiki, pa tudi njej ne pove imena izvoljenca. Serče skuša v pogovoru z varovanko spraviti stvari na čisto. Maliko je sram, da bi kot ženska prva spregovorila, na ovinkast način mu daje vedeti, da je izvoljenec on sam, toda varuh je ne razume, preskromen je, da bi pomislil nase. Pogovor prekine Ropotec mlajši, po njegovem prepričanju je stvar gotova, Malika da ga srčno ljubi, če pa ga neprijazno zavrača, je to samo ženska muha, ki bo hitro minila. S svojo domišljavo samozavestjo prepriča tudi stare dva, ker pa je Malika videti hudo nezadovoljna, vsi trije napeto razmišljajo, kaj ji je; Serče, ki je že precej nejevoljen nad mladim domišljavcem, rad privoli v razgovor, za katerega ga po Nežiki prosi varovanka.
2. dejanje: Sramežljivost Maliki brani, da bi varuhu rekla jasno besedo, zato si skuša pomagati s pismom, ki ga narekuje varuhu: v njem pa kot svojo ljubezen popiše njegove lastne odlike. Toda vse zaman, varuh se iz opisa ne spozna, pismo veli poslati Ropotcu mlajšemu. Malika obupana zbeži, misleč, da jo varuh zaničuje, Nežika pa sklene, da je dovolj teh skrivalnic, da bo svoji gospe izvila skrivnost. Njeno vmešavanje zadevo dokončno zaplete, saj zdaj kaže, da je Malikin izvoljenec Ropotec. Malika je prisiljena, da spregovori, zavrne ob Ropotca, Serče pa končno doume, da si njegove skrite, zatirane želje uslišane; deklici ponudi zakon in ta ga srečna sprejme.